# Chantaje (canción)
«Chantaje» es una canción de la cantante colombiana Shakira, en colaboración con el cantante y reguetonero colombiano Maluma. La canción es el primer sencillo del duodécimo álbum de Shakira, El Dorado. El sencillo fue lanzado el 28 de octubre de 2016 por Ace Entertainment y sirvió como adelanto para el disco de la cantante que se publicó el 26 de mayo de 2017. Shakira y Maluma anteriormente colaboraron en un remix del sencillo de Carlos Vives «La bicicleta». Se estima que la canción ha vendido más de 4 millones de copias equivalentes a nivel mundial, tan solo en Estados Unidos ha vendido más de 1 millones de copias. 
Por otra parte, fue una de las canciones interpretadas durante el espectáculo de medio tiempo del Super Bowl LIV, llevado a cabo el 2 de febrero de 2020 por la cantante.

## Antecedentes
El compositor y cantante puertorriqueño Kenai tenía en mente la palabra "Chantaje" meses antes de que surgiera la idea de una colaboración con Shakira y Maluma. Dijo en una entrevista que la canción la tenía guardada para un sencillo propio antes de ofrecerla a Shakira y Maluma. Mientras trabajaba en maquetas musicales en Medellín, Colombia con The Rudeboyz, recibió una llamada del dúo para trabajar en un sencillo colaborativo entre Shakira y Maluma que debía ser presentado a los artistas al día siguiente. Se suponía que iban a ofrecer tres demos diferentes a Shakira y Maluma, pero terminaron trabajando en solo uno sintiéndose lo suficientemente seguros de su potencial. Los tres trabajaron juntos en la maqueta una noche en Colombia. The Rudeboyz viajaron sin Kenai al día siguiente a Barcelona, España para reunirse con Shakira y Maluma para seguir trabajando juntos en la canción.
Antes de colaborar con Shakira en Chantaje, Maluma fue invitado para colaborar en el remix oficial del sencillo de Carlos Vives y Shakira «La Bicicleta». Maluma viajó a Barcelona a principios de septiembre de 2016 para trabajar con Shakira, junto con su equipo de producción. Los dos colombianos escribieron, compusieron y produjeron la pista en el estudio de grabación de Shakira.

## Portada
El 26 de octubre se dio a conocer la portada de «Chantaje» por medio de la cuenta de Instagram de Shakira. En la imagen se muestra a la cantante con un top con tirantes colgando de color negro en una pared, en la otra parte de la pared se muestra a Maluma con una playera negra. En medio de la imagen se encuentra escrito "CHANTAJE Shakira ft Maluma" simulando letras de máquina de escribir.

## Video musical
El video musical fue rodado en Barcelona los días 13 y 14 de octubre de 2016 y fue dirigido por el director y fotógrafo español Jaume de Laiguana, que ya ha dirigido varios videos musicales de Shakira. A una semana del lanzamiento del vídeo logró 22 millones de visitas, hasta el día 29 de enero de 2024 el Vídeo Oficial de la canción cuenta con más de 2900 millones de visitas en Youtube; convirtiéndolo en el video musical número 23 más visto, así como en ser el quinto video en español en rebasar los mil millones, esto sin contar el vídeo del Audio, el Lyric Video, el Video Oficial (Versión Salsa), el Audio (John-Blake Remix), el Detrás de Cámaras del Video Oficial y el Video-Chantaje (Dance Routine). En julio de 2018, este video fue nominado a un premio MTV Video Music Award.

## Versiones
El 20 de enero de 2017, Shakira dio a conocer en su cuenta VEVO la versión remix de chantaje con el nombre de John Blake, el audio cuenta con más de 2 millones de visitas. El día 2 de febrero se dio a conocer en su cuenta un video oficial pero ahora en versión salsa.

### Versión salsa
El 2 de febrero de 2017 Shakira celebra su cumpleaños lanzando el video de «Chantaje» en versión salsa que cuenta con la participación de Chelito de Castro. En el video Maluma y Shakira realizan varios pasos de salsa.

## Lista de canciones
- «Chantaje» (3:16)
- «Chantaje» (Versión salsa)

## Recepción

### Desempeño comercial
En Francia la canción debutó en el número 36. Desde su lanzamiento la canción ha logrado el número #1 en el iTunes de 19 países de entre los 5 continentes manteniéndose durante semanas en países principalmente de habla hispana destacando España, Bulgaria, Colombia y México. También ha logrado entrar en el top 10 de varios países, además debutó en el número 1 de Billboard Latin Hot 100 songs y en el número 51 de Billboard Hot 100, logrando la primera entrada en esta lista para Maluma y siendo la mayor posición en esta lista para una canción en español en el 2016; y la canción más exitosa en español en Estados Unidos superando a la canción «La bicicleta» y «Duele el corazón». En enero de 2018 las ventas mundiales de la canción superaron las 5,000,000 copias a nivel mundial.
Hasta inicios de agosto de 2018 la canción contabiliza 2,200,000,000 en YouTube y 498,500,000 en Spotify.
En mayo de 2024 la canción alcanzó las mil millones de reproducciones en Spotify.

## Récord
La canción logró obtener el récord de "el primer vídeo latino que tiene certificación VEVO antes del mes", con tan solo 19 días de haberse publicado, el vídeo musical alcanzó las 100 millones de reproducciones, cantidad por la que se otorga la certificación de VEVO. También tiene un reconocimiento por más de 150 mil descargas en streaming, este reconocimiento lo obtuvo al terminar los 40 Music Awards de España donde también ganó otro premio por «La bicicleta» llevándose también un reconocimiento por su trayectoria musical en esos mismos premios. En Spotify alcanzó las 450 millones de escuchas entrando en el top 50 mundial alcanzando el puesto 11 superando a cualquier canción en español lanzada en 2016.
El 10 de marzo de 2017, Shakira se convirtió en la primera mujer en recibir un Latin Diamond en USA y el 1 de junio de 2017 ascendió a más de 2 200 000 copias vendidas de Chantaje.
El 7 de abril el vídeo llegó a sus 1.000.000.000 millones de reproduciendo siendo el vídeo latino más rápido en conseguirlo con tan solo 4 meses desde su lanzamiento el pasado 18 de noviembre de 2016. Alcanzando récord similares a los de la cantante Adele con su tema «Hello» y de Justin Bieber con su tema «Sorry».

## Posicionamiento en listas

### Semanales
| Lista (2016–17)                       | Mejor posición |
| ------------------------------------- | -------------- |
| Alemania (Media Control AG)           | 20             |
| Argentina (Monitor Latino)            | 4              |
| Argentina Digital Songs (CAPIF)       | 1              |
| Austria (Ö3 Austria Top 40)           | 41             |
| Bélgica (Flandes) (Ultratop 50)       | 11             |
| Bélgica (Valonia) (Ultratop 50)       | 19             |
| Bulgaria (IFPI)                       | 3              |
| Brasil Brasil Hot 100 Airplay         | 1              |
| Canadá (Canadian Hot 100)             | 50             |
| Chile (Monitor Latino)                | 1              |
| Colombia (National-Report)            | 2              |
| Ecuador (National-Report)             | 3              |
| Unión Europea Euro 200 single         | 8              |
| España (Top 100 Canciones)            | 1              |
| Estados Unidos (Billboard Hot 100)    | 51             |
| Estados Unidos (Hot Latin Songs)      | 1              |
| Estados Unidos (Tropical Airplay)     | 19             |
| Francia (SNEP)                        | 14             |
| Guatemala (Monitor Latino)            | 1              |
| Irlanda (IRMA)                        | 91             |
| Israel (Media Forest)                 | 8              |
| Italia (FIMI)                         | 11             |
| México (AMPROFON)                     | 1              |
| Mexico Airplay (Billboard)            | 1              |
| Mexico Pop Songs (Monitor Latino)     | 1              |
| Países Bajos (Dutch Top 40)           | 25             |
| Países Bajos (Mega Single Top 100)    | 18             |
| Panamá (Monitor Latino)               | 3              |
| República Dominicana (Monitor Latino) | 99             |
| Suecia (Sverigetopplistan)            | 54             |
| Suiza (Schweizer Hitparade)           | 10             |
| Suiza (Romandie)                      | 9              |
| Uruguay (Monitor Latino)              | 1              |
| Venezuela (National-Report)           | 2              |

### Listas de fin de año
| Lista (2016)            | Posición |
| ----------------------- | -------- |
| España (PROMUSICAE)     | 77       |
| México (Monitor Latino) | 81       |